# Saignelégier
Saignelégier é uma comuna da Suíça, situada no distrito de Franches-Montagnes, no cantão de Jura. Tem 31,64 km² de área e sua população em 2018 foi estimada em 2.608 habitantes.